# Echoes (miniserie televisiva)
Echoes (stilizzata ECHOƎS) è una miniserie televisiva drammatica presentata in anteprima su Netflix il 19 agosto 2022.

## Trama
La miniserie è un thriller misterioso sulle gemelle identiche Leni e Gina, che condividono un pericoloso segreto: si sono scambiate vite segretamente da quando erano bambine, culminando in una doppia vita da adulte in cui condividono due case, due mariti e una bambina. Il loro mondo viene sconvolto quando una delle gemelle scompare.

## Episodi
| Prima stagione | Episodi | Pubblicazione |
| -------------- | ------- | ------------- |
| Prima stagione | 7       | 2022          |

## Cast

### Principali
- Michelle Monaghan: Leni e Gina McCleary
- Matt Bomer: Jack Beck
- Daniel Sunjata: Charles "Charlie" Davenport, marito di Gina e suo terapista
- Ali Stroker: Claudia McCleary, la sorella maggiore di Leni e Gina che è rimasta paralizzata dalla vita in giù da quando una delle due gemelle l'ha deliberatamente spinta giù da un'impalcatura
- Karen Robinson: Sceriffo Louise Floss
- Rosanny Zayas: Vice sceriffo Paula Martinez
- Michael O'Neill: Victor McCleary, padre di Leni, Gina e Claudia
- Celia Weston: Georgia Tyler
- Gable Swanlund: Mathilda "Mattie" Beck, figlia di nove anni di Jack e Leni e la nipote di Gina
- Jonathan Tucker: Dylan James

### Ricorrenti
- Tyner Rushing: Maria Czerny McCleary
- Madison Abbott: Giovane Leni McCleary
- Victoria Abbott: Giovane Gina McCleary
- Clayton Royal Johnson: Giovane Dylan James
- Alise Willis: Meg
- Maddie Nichols: Natasha
- Lucy Hammond: Giovane Claudia McCleary
- Onye Eme-Akwari: Beau McMillan
- Lauren H. Davis: Liss